# Henni Arneken
Henni Arneken (* 10. Februar 1539 in Hildesheim; † 10. Juli 1602 ebenda) war zwischen 1583 und 1599 vielfach Bürgermeister der Altstadt Hildesheim. In seine Amtszeit fällt der Abschluss des Unionsvertrags mit der Neustadt.

## Leben
Arneken wurde im Alter von einem Jahr Vollwaise und wuchs im Haus von Jost Brandis auf. Von 1564 bis Dezember 1569 absolvierte er in Antwerpen eine Ausbildung als Wollkaufmann und unternahm in dieser Zeit Reisen nach England und Frankreich. Anschließend kehrte er wohlhabend geworden in seine Heimatstadt zurück und kaufte am 6. März 1570 seinem Schwager ein Haus mit der heutigen Adresse Hoher Weg 34 ab. Im folgenden April vermählte er sich mit Jost Brandis’ Tochter Adelheit. Mit dieser zeugte er zwei Töchter namens Adelheit und Anna.
1573 wurde er in den Rat der Altstadt gewählt und sogleich mit dem Ausbau der Befestigungsanlagen am Neuen Tor beauftragt. Im Folgejahr wurde er zum Kastenherr zu St. Andreas bestellt. 1577 berief man ihn zum Riedemeister. Am 7. Januar 1583 erfolgte seine Wahl zum Bürgermeister. Dieses Amt übte er im jährlichen Wechsel mit Joachim Brandis dem Älteren aus. Der Abschluss des Unionsvertrages mit der Neustadt geht auf von Arneken im Geheimen geführte Verhandlungen zurück.
Unter einem heftigen Streit mit seinem Verwandten Caspar Borcholt litt sein Ansehen jedoch, so dass er 1587 nicht wiedergewählt wurde. Um seinen Ruf wiederherzustellen, stiftete er im Februar desselben Jahres das Arnekenhospital. Daraufhin wurde er 1589 erneut Bürgermeister und übte das Amt von 1593 bis 1599 wiederum im jährlichen Wechsel, jetzt jedoch mit Joachim Brandis dem Jüngeren, aus. 1600 stürzte er über Vorwürfe, Drahtzieher von gegen mehrere Familien gerichteten Gewalttaten gewesen zu sein. Er wurde mit Hausarrest belegt und musste einen silbernen Becher zurückgeben, den ihm der Rat für seine Verdienste verliehen hatte. Darauf hatte er als eines seiner besonderen Verdienste die Vertreibung der Juden aus Hildesheim 1595 eingravieren lassen.
Arneken starb im Hause seines Schwiegervaters und wurde zwei Tage danach im Mittelschiff der Andreaskirche beigesetzt.
Nach Arneken wurde 1865 die Arnekenstraße benannt, ferner trägt die am 29. März 2012 eröffnete Arneken-Galerie seinen Namen.